# Каммерштайн
Каммерштайн (нем. Kammerstein) — община в Германии, в земле Бавария. 
Подчиняется административному округу Средняя Франкония. Входит в состав района Рот.  Население составляет 2841 человек (на 31 декабря 2010 года). Занимает площадь 37,11 км².
Коммуна подразделяется на 16 сельских округов.

## Население
По оценке на 31 декабря 2015 года население общины Каммерштайн составляет 2898 чел. 

| Дата      | 1840 | 1871 | 1900 | 1925 | 1939 | 1950 | 1961 | 1970 | 1987 | 2011 |
| --------- | ---- | ---- | ---- | ---- | ---- | ---- | ---- | ---- | ---- | ---- |
| Население | 1337 | 1422 | 1416 | 1419 | 1314 | 1760 | 1738 | 1819 | 2266 | 2764 |

| Год       | 1960 | 1970 | 1980 | 1990 | 2000 | 2009 | 2010 | 2011 | 2012 | 2013 | 2014 | 2015 |
| --------- | ---- | ---- | ---- | ---- | ---- | ---- | ---- | ---- | ---- | ---- | ---- | ---- |
| Население | 1727 | 1861 | 2199 | 2381 | 2650 | 2815 | 2841 | 2763 | 2779 | 2787 | 2845 | 2898 |